# Vochysia ortegae
Vochysia ortegae là một loài thực vật có hoa trong họ Vochysiaceae. Loài này được Marc.-Berti & J.Bautista miêu tả khoa học đầu tiên năm 1996.